# Nowokormicha
Nowokormicha (ros. Новокормиха) – wieś w Rosji, w Kraju Ałtajskim, w rejonie wołczichińskim. W 2010 liczyła 543 mieszkańców.